# 長谷川公敏
長谷川 公敏（はせがわ きみとし、1948年（昭和23年）1月29日 - ）は、日本の実業家。第一生命経済研究所代表取締役社長。

## 略歴
- 1970年（昭和45年）4月 第一生命保険相互会社入社
- 1991年（平成3年）4月 第一生命保険特別勘定運用部長
- 1996年（平成8年）4月 第一生命保険経営調査部長
- 1997年（平成9年）4月 第一生命経済研究所常務取締役
- 1999年（平成11年）4月 第一生命経済研究所専務取締役
- 2005年（平成17年）5月 第一生命経済研究所代表取締役専務
- 2006年（平成18年）5月 第一生命経済研究所代表取締役副社長
- 2010年（平成22年）5月26日 - 第一生命経済研究所代表取締役社長
- 経済審議会構造改革推進部会委員[1]

## 著書
- 長谷川公敏『2004年の日本経済』道路経済研究所、東京〈道経研シリーズ、研究懇話会シリーズ〉、2004年6月。